# Lista de treinadores do Sporting Clube de Portugal
Este artigo lista todos os treinadores que passaram pelo Sporting Clube de Portugal.
     Treinador interino (treinador que assumiu o cargo por ausência temporária do treinador ou até à contratação de um treinador efetivo)
| Treinador           | Desde                   | Até                     | J   | V   | E  | D  | GM  | GS  | %Vit    | Conquistas                                                          |
| ------------------- | ----------------------- | ----------------------- | --- | --- | -- | -- | --- | --- | ------- | ------------------------------------------------------------------- |
| Francisco Stromp    | 1 de novembro de 1916   | 1 de abril de 1917      | 6   | 4   | 1  | 1  | 21  | 4   | 66.67%  |                                                                     |
| Charlie Bell        | 1 de novembro de 1919   | 29 de janeiro de 1922   | 23  | 13  | 5  | 5  | 46  | 25  | 56.52%  | 1 Campeonato de Lisboa                                              |
| Augusto Sabbo       | 27 de novembro de 1922  | 14 de janeiro de 1924   | 17  | 13  | 3  | 1  | 43  | 15  | 76.47%  | 1 Campeonato de Portugal                                            |
| Julius Lelovtic     | 15 de março de 1925     | 28 de março de 1926     | 37  | 23  | 5  | 9  | 79  | 40  | 85.19%  |                                                                     |
| Augusto Sabbo       | 1 de outubro de 1926    | 16 de janeiro de 1927   | 7   | 4   | 1  | 2  | 14  | 7   | 57.14%  |                                                                     |
| Filipe dos Santos   | 1 de outubro de 1927    | 30 de junho de 1928     | 7   | 6   | 1  | 0  | 20  | 5   | 85.71%  | 1 Campeonato de Lisboa                                              |
| Charlie Bell        | 1 de outubro de 1928    | 1 de maio de 1930       | 37  | 20  | 6  | 11 | 88  | 51  | 54.05%  |                                                                     |
| Filipe dos Santos   | 1 de outubro de 1930    | 15 de março de 1931     | 13  | 11  | 1  | 1  | 39  | 8   | 84.62%  | 1 Campeonato de Lisboa                                              |
| Arthur John         | 13 de dezembro de 1931  | 22 de maio de 1932      | 15  | 9   | 2  | 4  | 43  | 30  | 60.00%  |                                                                     |
| Rudolf Jeny         | 1 de outubro de 1932    | 1 de julho de 1934      | 42  | 26  | 9  | 7  | 109 | 46  | 61.90%  | 1 Campeonato de Portugal                                            |
| Filipe dos Santos   | 8 de julho de 1934      | 30 de junho de 1935     | 33  | 20  | 7  | 6  | 97  | 43  | 60.61%  | 1 Campeonato de Lisboa                                              |
| Wilhelm Possak      | 27 de outubro de 1935   | 28 de fevereiro de 1937 | 46  | 32  | 6  | 8  | 142 | 66  | 69.57%  | 2 Campeonatos de Lisboa 1 Campeonato de Portugal                    |
| Joseph Szabo        | 7 de março de 1937      | 23 de abril de 1944     | 234 | 180 | 19 | 35 | 975 | 345 | 76.92%  | 2 Campeonatos Nacionais 1 Taça de Portugal 1 Campeonato de Portugal |
| Joaquim Ferreira    | 1 de setembro de 1944   | 1 de julho de 1945      | 35  | 26  | 4  | 5  | 104 | 60  | 74.29%  | 1 Taça de Portugal                                                  |
| Cândido de Oliveira | 1 de setembro de 1945   | 30 de junho de 1946     | 36  | 25  | 3  | 8  | 123 | 62  | 69.44%  | 1 Taça de Portugal                                                  |
| Bob Kelly           | 1 de setembro de 1946   | 30 de junho de 1947     | 35  | 29  | 3  | 3  | 154 | 57  | 82.86%  | 1 Campeonato Nacional                                               |
| Cândido de Oliveira | 1 de setembro de 1947   | 17 de abril de 1949     | 58  | 45  | 3  | 10 | 216 | 82  | 77.59%  | 2 Campeonatos Nacionais 1 Taça de Portugal                          |
| Sándor Peics        | 1 de setembro de 1949   | 7 de maio de 1950       | 26  | 19  | 1  | 6  | 91  | 35  | 73.08%  |                                                                     |
| Randolph Galloway   | 1 de setembro de 1950   | 31 de maio de 1953      | 95  | 64  | 14 | 14 | 296 | 113 | 67.37%  | 3 Campeonatos Nacionais                                             |
| Álvaro Cardoso      | 13 de julho de 1953     | 19 de julho de 1953     | 3   | 1   | 1  | 1  | 3   | 4   | 33.33%  |                                                                     |
| Joseph Szabo        | 1 de setembro de 1953   | 30 de junho de 1954     | 34  | 25  | 4  | 5  | 104 | 40  | 73.53%  | 1 Campeonato Nacional 1 Taça de Portugal                            |
| Alejandro Scopelli  | 1 de setembro de 1954   | 12 de abril de 1956     | 52  | 31  | 13 | 8  | 134 | 61  | 59.62%  |                                                                     |
| Tavares da Silva    | 7 de novembro de 1954   | 7 de novembro de 1954   | 1   | 0   | 0  | 1  | 0   | 1   | 0.00%   |                                                                     |
| Abel Picabéa        | 2 de maio de 1956       | 28 de abril de 1957     | 32  | 14  | 8  | 10 | 71  | 37  | 43.75%  |                                                                     |
| Enrique Fernández   | 1 de setembro de 1957   | 13 de julho de 1959     | 68  | 39  | 15 | 14 | 157 | 73  | 57.35%  | 1 Campeonato Nacional                                               |
| Mário Imbelloni     | 24 de maio de 1959      | 24 de maio de 1959      | 1   | 0   | 0  | 1  | 1   | 3   | 0.00%   |                                                                     |
| Fernando Vaz        | 1 de setembro de 1959   | 17 de janeiro de 1960   | 17  | 13  | 3  | 1  | 48  | 12  | 76.47%  |                                                                     |
| Mário Imbelloni     | 24 de janeiro de 1960   | 10 de abril de 1960     | 12  | 10  | 1  | 1  | 49  | 11  | 83.33%  |                                                                     |
| Alfredo Gonzalez    | 6 de junho de 1960      | 12 de março de 1961     | 28  | 20  | 3  | 5  | 65  | 20  | 71.43%  |                                                                     |
| Otto Glória         | 4 de abril de 1961      | 24 de setembro de 1961  | 12  | 7   | 4  | 1  | 32  | 14  | 58.33%  |                                                                     |
| Juca                | 25 de setembro de 1961  | 30 de junho de 1963     | 79  | 57  | 8  | 14 | 225 | 78  | 72.15%  | 1 Campeonato Nacional e 1 Taça de Portugal                          |
| Gentil Cardoso      | 1 de setembro de 1963   | 8 de março de 1964      | 29  | 17  | 6  | 6  | 78  | 32  | 58.62%  |                                                                     |
| Anselmo Fernandez   | 15 de março de 1964     | 30 de junho de 1964     | 13  | 4   | 6  | 3  | 20  | 15  | 30.77%  | 1 Taça das Taças                                                    |
| Jean Luciano        | 1 de setembro de 1964   | 15 de dezembro de 1964  | 13  | 5   | 3  | 5  | 22  | 17  | 38.46%  |                                                                     |
| Juca                | 20 de dezembro de 1964  | 27 de dezembro de 1964  | 4   | 2   | 1  | 1  | 3   | 2   | 50.00%  |                                                                     |
| Anselmo Fernandez   | 1 de janeiro de 1965    | 28 de fevereiro de 1965 | 8   | 5   | 2  | 1  | 15  | 11  | 62.50%  |                                                                     |
| Armando Ferreira    | 7 de março de 1965      | 30 de junho de 1965     | 15  | 6   | 7  | 2  | 28  | 17  | 40.00%  |                                                                     |
| Otto Glória         | 1 de setembro de 1965   | 30 de junho de 1966     | 40  | 25  | 9  | 6  | 91  | 34  | 62.50%  | 1 Campeonato Nacional                                               |
| Juca                | 6 de outubro de 1965    | 6 de outubro de 1965    | 1   | 1   | 0  | 0  | 6   | 1   | 100.00% |                                                                     |
| Fernando Argila     | 1 de setembro de 1966   | 19 de fevereiro de 1967 | 20  | 4   | 7  | 9  | 22  | 30  | 20.00%  |                                                                     |
| Armando Ferreira    | 26 de fevereiro de 1967 | 30 de junho de 1967     | 10  | 7   | 2  | 1  | 15  | 3   | 70.00%  |                                                                     |
| Fernando Caiado     | 1 de julho de 1967      | 17 de novembro de 1968  | 52  | 27  | 14 | 11 | 84  | 47  | 51.92%  |                                                                     |
| Mário Lino          | 24 de novembro de 1968  | 24 de novembro de 1968  | 1   | 0   | 0  | 1  | 0   | 1   | 0.00%   |                                                                     |
| Armando Ferreira    | 1 de dezembro de 1968   | 15 de maio de 1969      | 21  | 11  | 4  | 6  | 41  | 17  | 52.38%  |                                                                     |
| Fernando Vaz        | 28 de maio de 1969      | 6 de fevereiro de 1972  | 100 | 66  | 21 | 13 | 229 | 74  | 66.00%  | 1 Campeonato Nacional 1 Taça de Portugal                            |
| Mário Lino          | 7 de fevereiro de 1972  | 30 de junho de 1972     | 17  | 10  | 5  | 2  | 34  | 19  | 58.82%  |                                                                     |
| Ronnie Allen        | 1 de julho de 1972      | 15 de abril de 1973     | 29  | 15  | 6  | 8  | 59  | 34  | 51.72%  |                                                                     |
| Mário Lino          | 16 de abril de 1973     | 6 de junho de 1974      | 50  | 36  | 7  | 7  | 131 | 39  | 72.00%  | 1 Campeonato Nacional 1 Taça de Portugal                            |
| Osvaldo Silva       | 7 de junho de 1974      | 30 de junho de 1974     | 1   | 1   | 0  | 0  | 2   | 1   | 100.00% | 1 Taça de Portugal                                                  |
| Alfredo di Stéfano  | 1 de julho de 1974      | 9 de setembro de 1974   | 1   | 0   | 0  | 1  | 0   | 1   | 0.00%   |                                                                     |
| Osvaldo Silva       | 14 de setembro de 1974  | 15 de dezembro de 1974  | 13  | 6   | 5  | 2  | 21  | 12  | 46.15%  |                                                                     |
| Fernando Riera      | 22 de dezembro de 1974  | 30 de junho de 1975     | 23  | 14  | 6  | 3  | 50  | 17  | 60.87%  |                                                                     |
| Juca                | 1 de julho de 1975      | 30 de junho de 1976     | 42  | 23  | 7  | 12 | 73  | 41  | 54.76%  |                                                                     |
| Jimmy Hagan         | 1 de julho de 1976      | 30 de junho de 1977     | 41  | 23  | 10 | 8  | 85  | 45  | 56.10%  |                                                                     |
| Paulo Emílio        | 1 de julho de 1977      | 28 de dezembro de 1977  | 16  | 9   | 3  | 4  | 44  | 18  | 56.25%  |                                                                     |
| José Rodrigues Dias | 7 de janeiro de 1978    | 30 de junho de 1978     | 25  | 17  | 3  | 5  | 43  | 22  | 68.00%  | 1 Taça de Portugal                                                  |
| Milorad Pavić       | 1 de julho de 1978      | 30 de junho de 1979     | 40  | 23  | 9  | 8  | 59  | 27  | 57.50%  |                                                                     |
| José Rodrigues Dias | 1 de julho de 1979      | 18 de novembro de 1979  | 14  | 7   | 3  | 4  | 25  | 14  | 50.00%  |                                                                     |
| Fernando Mendes     | 25 de novembro de 1979  | 7 de dezembro de 1980   | 37  | 26  | 11 | 7  | 88  | 33  | 70.27%  | 1 Campeonato Nacional 1 Supertaça                                   |
| Srećko Radišić      | 21 de dezembro de 1980  | 30 de junho de 1981     | 18  | 9   | 4  | 5  | 28  | 18  | 50.00%  |                                                                     |
| Malcolm Allison     | 1 de julho de 1981      | 18 de agosto de 1982    | 43  | 29  | 10 | 4  | 99  | 33  | 67.44%  | 1 Campeonato Nacional 1 Taça de Portugal                            |
| António Oliveira    | 19 de agosto de 1982    | 11 de abril de 1983     | 38  | 22  | 7  | 9  | 69  | 35  | 57.89%  | 1 Supertaça                                                         |
| Jozef Vengloš       | 12 de abril de 1983     | 29 de abril de 1984     | 44  | 28  | 6  | 10 | 87  | 40  | 63.64%  |                                                                     |
| Marinho             | 29 de abril de 1984     | 30 de junho de 1984     | 2   | 1   | 1  | 0  | 5   | 1   | 50.00%  |                                                                     |
| John Toshack        | 1 de julho de 1984      | 19 de maio de 1985      | 40  | 25  | 12 | 3  | 88  | 33  | 50.00%  |                                                                     |
| Pedro Gomes         | 19 de maio de 1985      | 30 de junho de 1985     | 2   | 1   | 0  | 1  | 5   | 3   | 50.00%  |                                                                     |
| Manuel José         | 1 de julho de 1985      | 11 de janeiro de 1987   | 68  | 42  | 11 | 15 | 139 | 45  | 61.76%  |                                                                     |
| Marinho             | 12 de janeiro de 1987   | 27 de janeiro de 1987   | 2   | 0   | 2  | 0  | 1   | 1   | 0.00%   |                                                                     |
| Keith Burkinshaw    | 28 de janeiro de 1987   | 31 de janeiro de 1988   | 39  | 19  | 10 | 10 | 69  | 39  | 48.72%  | 1 Supertaça                                                         |
| António Morais      | 1 de fevereiro de 1988  | 30 de junho de 1988     | 22  | 10  | 7  | 5  | 37  | 25  | 45.45%  |                                                                     |
| Pedro Rocha         | 1 de julho de 1988      | 19 de fevereiro de 1989 | 31  | 16  | 9  | 6  | 60  | 24  | 51.61%  |                                                                     |
| Vítor Damas         | 19 de fevereiro de 1989 | 12 de março de 1989     | 3   | 1   | 0  | 2  | 6   | 2   | 53.57%  |                                                                     |
| Manuel José         | 13 de março de 1989     | 10 de dezembro de 1989  | 28  | 15  | 5  | 8  | 36  | 25  | 53.57%  |                                                                     |
| Vítor Damas         | 11 de dezembro de 1989  | 24 de dezembro de 1989  | 2   | 1   | 1  | 0  | 1   | 0   | 50.00%  |                                                                     |
| Raul Águas          | 24 de dezembro de 1989  | 30 de junho de 1990     | 21  | 9   | 9  | 3  | 27  | 17  | 42.86%  |                                                                     |
| Marinho Peres       | 1 de julho de 1990      | 8 de março de 1992      | 80  | 47  | 16 | 17 | 128 | 57  | 58.75%  |                                                                     |
| António Dominguez   | 9 de março de 1992      | 30 de junho de 1992     | 9   | 4   | 3  | 2  | 14  | 6   | 44.44%  |                                                                     |
| Bobby Robson        | 1 de julho de 1992      | 7 de dezembro de 1993   | 59  | 34  | 13 | 12 | 101 | 51  | 57.63%  |                                                                     |
| Carlos Queiroz      | 7 de dezembro de 1993   | 25 de fevereiro de 1996 | 105 | 68  | 24 | 13 | 209 | 78  | 64.76%  | 1 Taça de Portugal                                                  |
| Fernando Mendes     | 25 de fevereiro de 1996 | 31 de março de 1996     | 5   | 1   | 3  | 1  | 11  | 5   | 20.00%  |                                                                     |
| Octávio Machado     | 1 de abril de 1996      | 30 de junho de 1996     | 10  | 6   | 3  | 1  | 18  | 8   | 60.00%  | 1 Supertaça                                                         |
| Robert Waseige      | 1 de julho de 1996      | 1 de dezembro de 1996   | 16  | 9   | 3  | 4  | 19  | 11  | 56.25%  |                                                                     |
| Octávio Machado     | 2 de dezembro de 1996   | 1 de novembro de 1997   | 41  | 26  | 9  | 6  | 67  | 23  | 63.41%  |                                                                     |
| Francisco Vital     | 1 de novembro de 1997   | 6 de dezembro de 1997   | 7   | 2   | 2  | 3  | 11  | 11  | 28.57%  |                                                                     |
| Vicente Cantatore   | 7 de dezembro de 1997   | 21 de dezembro de 1997  | 3   | 2   | 0  | 1  | 3   | 3   | 66.67%  |                                                                     |
| Carlos Manuel       | 1 de janeiro de 1998    | 30 de junho de 1998     | 22  | 10  | 6  | 6  | 35  | 27  | 45.45%  |                                                                     |
| Mirko Jozić         | 1 de julho de 1998      | 30 de junho de 1999     | 37  | 17  | 12 | 8  | 67  | 39  | 45.95%  |                                                                     |
| Giuseppe Materazzi  | 1 de julho de 1999      | 25 de setembro de 1999  | 6   | 2   | 3  | 1  | 9   | 8   | 33.33%  |                                                                     |
| Augusto Inácio      | 26 de setembro de 1999  | 3 de dezembro de 2000   | 58  | 36  | 11 | 11 | 91  | 50  | 62.07%  | 1 Campeonato Nacional                                               |
| Fernando Mendes     | 4 de dezembro de 2000   | 21 de janeiro de 2001   | 7   | 4   | 2  | 1  | 14  | 8   | 57.14%  |                                                                     |
| Manuel Fernandes    | 22 de janeiro de 2001   | 30 de junho de 2001     | 21  | 11  | 3  | 7  | 33  | 23  | 52.38%  | 1 Supertaça                                                         |
| László Bölöni       | 1 de julho de 2001      | 30 de junho de 2003     | 90  | 53  | 21 | 16 | 179 | 86  | 58.89%  | 1 Campeonato Nacional 1 Taça de Portugal 1 Supertaça                |
| Fernando Santos     | 1 de julho de 2003      | 30 de junho de 2004     | 40  | 26  | 5  | 9  | 66  | 38  | 65.00%  |                                                                     |
| José Peseiro        | 1 de julho de 2004      | 18 de outubro de 2005   | 62  | 34  | 10 | 19 | 118 | 174 | 54.84%  | (Finalista da Taça UEFA de 2004-05)                                 |
| Paulo Bento         | 20 de outubro de 2005   | 6 de novembro de 2009   | 194 | 117 | 46 | 31 | 311 | 152 | 60.31%  | 2 Taças de Portugal 2 Supertaças                                    |
| Leonel Pontes       | 7 de novembro de 2009   | 15 de novembro de 2009  | 1   | 0   | 1  | 0  | 2   | 2   | 0.00%   |                                                                     |
| Carlos Carvalhal    | 15 de novembro de 2009  | 9 de maio de 2010       | 33  | 16  | 7  | 10 | 53  | 37  | 48.48%  |                                                                     |
| Paulo Sérgio        | 14 de maio de 2010      | 26 de fevereiro de 2011 | 38  | 20  | 8  | 10 | 66  | 41  | 52.63%  |                                                                     |
| José Couceiro       | 28 de fevereiro de 2011 | 30 de junho de 2011     | 10  | 4   | 3  | 3  | 10  | 8   | 40.00%  |                                                                     |
| Domingos Paciência  | 1 de julho de 2011      | 13 de fevereiro de 2012 | 35  | 19  | 9  | 7  | 55  | 27  | 54.29%  |                                                                     |
| Ricardo Sá Pinto    | 14 de fevereiro de 2012 | 4 de outubro de 2012    | 30  | 15  | 7  | 8  | 41  | 31  | 50.00%  |                                                                     |
| Oceano da Cruz      | 5 de outubro de 2012    | 29 de outubro de 2012   | 4   | 0   | 1  | 3  | 3   | 7   | 0.00%   |                                                                     |
| Franky Vercauteren  | 30 de outubro de 2012   | 7 de janeiro de 2013    | 11  | 2   | 4  | 5  | 11  | 19  | 18.18%  |                                                                     |
| Jesualdo Ferreira   | 8 de janeiro de 2013    | 19 de maio de 2013      | 18  | 10  | 3  | 5  | 26  | 20  | 55.56%  |                                                                     |
| Leonardo Jardim     | 20 de maio de 2013      | 20 de maio de 2014      | 35  | 23  | 8  | 4  | 77  | 28  | 65.71%  |                                                                     |
| Marco Silva         | 21 de maio de 2014      | 4 de junho de 2015      | 53  | 31  | 15 | 7  | 105 | 54  | 58.49%  | 1 Taça de Portugal                                                  |
| Jorge Jesus         | 5 de junho de 2015      | 5 de junho de 2018      | 146 | 94  | 23 | 29 | 295 | 141 | 64.38%  | 1 Supertaça 1 Taça da Liga                                          |
| Siniša Mihajlović   | 23 de junho de 2018     | 27 de junho de 2018     | 0   | 0   | 0  | 0  | 0   | 0   | 0.00%   |                                                                     |
| José Peseiro        | 1 de julho de 2018      | 1 de novembro de 2018   | 14  | 9   | 1  | 4  | 24  | 14  | 64.29%  |                                                                     |
| Tiago Fernandes     | 2 de novembro de 2018   | 11 de novembro de 2018  | 3   | 2   | 1  | 0  | 4   | 2   | 66.67%  |                                                                     |
| Marcel Keizer       | 12 de novembro de 2018  | 3 de setembro de 2019   | 42  | 28  | 6  | 8  | 105 | 55  | 66.67%  | 1 Taça da Liga 1 Taça de Portugal                                   |
| Leonel Pontes       | 4 de setembro de 2019   | 26 de setembro de 2019  | 4   | 0   | 1  | 3  | 5   | 8   | 0.00%   |                                                                     |
| Silas               | 27 de setembro de 2019  | 3 de março de 2020      | 33  | 17  | 3  | 13 | 45  | 36  | 51.52%  |                                                                     |
| Ruben Amorim        | 4 de março de 2020      | 10 de novembro de 2024  | 231 | 165 | 33 | 33 | 515 | 202 | 71.43%  | 2 Taças da Liga 3 Campeonato Nacional 1 Supertaça                   |
| João Pereira        | 11 de novembro de 2024  | 26 de dezembro de 2024  | 8   | 3   | 1  | 4  | 14  | 13  | 37.50%  | 1 Campeonato Nacional                                               |
| Rui Borges          | 26 de dezembro de 2024  | Presente                | 29  | 18  | 9  | 2  | 57  | 26  | 62.07%  | 1 Campeonato Nacional 1 Taça de Portugal                            |

- Este artigo foi inicialmente traduzido, total ou parcialmente, do artigo da Wikipédia em inglês cujo título é «List of Sporting CP managers».